# Phallodryops
Phallodryops é um género de escaravelho aquático da família Dryopidae, descrito por Delève em 1963. Inclui a espécie Phallodryops grouvellei, Fairmaire, 1899.